# 50PLUS

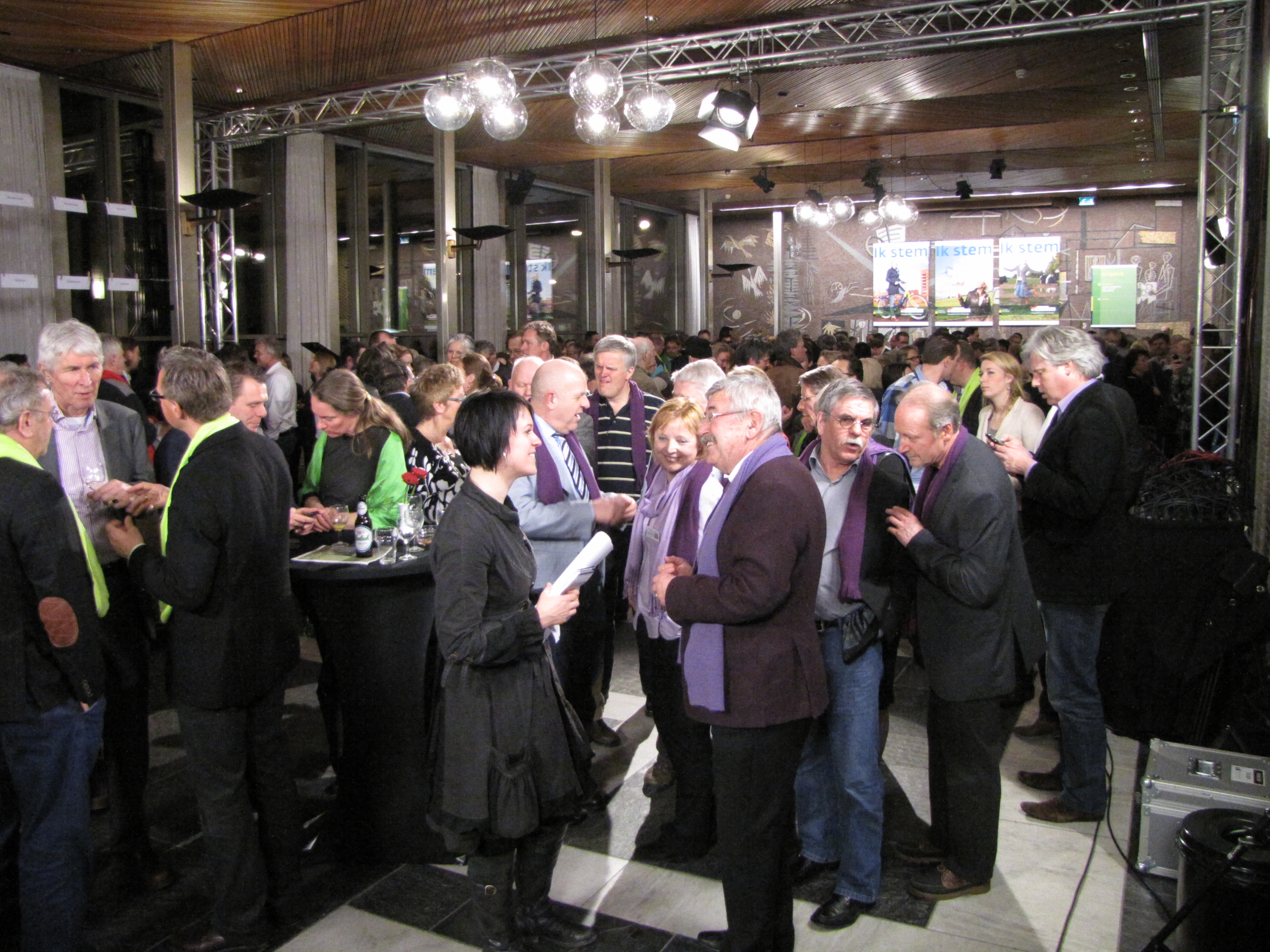
Gelderländische Kandidaten von 50PLUS bei der Provinzialwahl im März 2011, Wahlabend im Arnheimer Provinzhaus

50PLUS (ausgesprochen [fɛiftəx plʏs]; kurz 50+) ist eine politische Partei in den Niederlanden, die die Interessen derjenigen Menschen vertreten will, die über fünfzig Jahre alt sind. 

## Geschichte
50PLUS wurde 2009 als Onafhankelijke Ouderen- en Kinderen Unie (OokU, niederländisch für „Sie auch“) gegründet. Gründer der Partei ist Jan Nagel, der sich früher für Leefbaar Nederland engagiert hat, und heutiger Vormann ist Jan Zoetelief.
Am 4. Oktober 2013 wurde bekannt, dass Henk Krol aus der Zweiten Kammer zurücktritt. Anlass dafür ist eine Veröffentlichung der Volkskrant über nicht bezahlte Rentenbeiträge bei der Gay Krant in der Periode, in der er Chef war.

## Wahlen
Bei der Wahl zu den Provinzparlamenten 2011 erhielt die Partei insgesamt 2,4 Prozent der Stimmen und neun Sitze. Bei der Wahl zur Ersten Kammer 2011 unterstützte die Partei die Onafhankelijke Senaatsfractie (OSF) verschiedener Regionalparteien. Den erfolgreichen Listenplatz hatte Kees de Lange von 50PLUS eingenommen. Seit der Senatswahl 2019 sind aktuell zwei 50PLUS-Mitglieder in der Ersten Kammer vertreten.
Bei der Parlamentswahl 2012 errang die Partei zwei Mandate. Bei der Parlamentswahl 2017 kamen noch zwei Mandate hinzu. 2021 fiel 50PLUS auf ein Mandat zurück, das wenige Wochen später verlorenging, als Liane den Haan die Partei verließ, ihren Sitz jedoch behielt.

### Wahlergebnisse
| Jahr | Wahl                | Stimmenanteil | Sitze |
| ---- | ------------------- | ------------- | ----- |
| 2011 | Senatswahl 2011     | 1,3 %         | 1/75  |
| 2012 | Parlamentswahl 2012 | 1,9 %         | 2/150 |
| 2014 | Europawahl 2014     | 3,7 %         | 0/26  |
| 2015 | Senatswahl 2015     | 2,6 %         | 2/75  |
| 2017 | Parlamentswahl 2017 | 3,1 %         | 4/150 |
| 2019 | Europawahl 2019     | 3,9 %         | 1/26  |
| 2019 | Senatswahl 2019     | 3,0 %         | 2/75  |
| 2021 | Parlamentswahl 2021 | 1,0 %         | 1/150 |
| 2023 | Senatswahl 2023     | 1,8 %         | 1/75  |
| 2023 | Parlamentswahl 2023 | 0,5 %         | 0/150 |
| 2024 | Europawahl 2024     | 0,9 %         | 0/31  |